# Julija Martynenko
Julija Martynenko (russisch Юлия Мартыненко, geborene Julia Schilichowskaja, russisch Юлия Жилиховская; * 18. April 1967)  ist eine russische Badmintonspielerin. 

## Karriere
Julija Martynenko gewann unter ihrem Geburtsnamen 1988 mit Bronze im Mixed ihre erste Medaille bei den sowjetischen Badmintonmeisterschaften. Ein Jahr später wurde sie Dritte im Damendoppel. 1992 und 1993 wurde sie in dieser Disziplin russische Meisterin. 1991 siegte sie bei den USSR International, 1992 bei den Austrian International und 1993 bei den Amor International. 1993 nahm sie auch an den Badminton-Weltmeisterschaften teil.

## Referenzen
- Julija Martynenko beim Badminton-Weltverband

| Personendaten    | Personendaten                                          |
| ---------------- | ------------------------------------------------------ |
| NAME             | Martynenko, Julija                                     |
| ALTERNATIVNAMEN  | Martynenko, Julia; Жилиховская, Юлия; Мартыненко, Юлия |
| KURZBESCHREIBUNG | russische Badmintonspielerin                           |
| GEBURTSDATUM     | 18. April 1967                                         |